# ستاد عالی فرماندهی متفقین اروپا
ستاد عالی فرماندهی متفقین اروپا (انگلیسی: Supreme Headquarters Allied Powers Europe) ستاد نظامی عملیات فرماندهی متفقین سازمان پیمان آتلانتیک شمالی (ناتو) است که کلیه عملیات ناتو را در سراسر جهان فرماندهی می‌کند. این ستاد در روستای کاستو، نزدیک شهر مون، بلژیک واقع شده است.
فرمانده ستاد عالی فرماندهی متفقین اروپا با عنوان فرمانده عالی متفقین اروپا شناخته می‌شود و همیشه یک افسر ژنرال چهار ستاره ایالات متحده است که به‌عنوان فرمانده ستاد فرماندهی اروپایی ایالات متحده آمریکا نیز فعالیت می‌کند.
از سال ۱۹۵۱ تا ۲۰۰۳، ستاد عالی فرماندهی متفقین اروپا به‌عنوان ستاد فرماندهی متفقین اروپا بود. از سال ۲۰۰۳، ستاد عالی فرماندهی متفقین اروپا، ستاد فرماندهی عملیات متفقین بوده و ناتو را در خارج از اروپا نیز کنترل می‌کند.